# Vliegkamp Ede

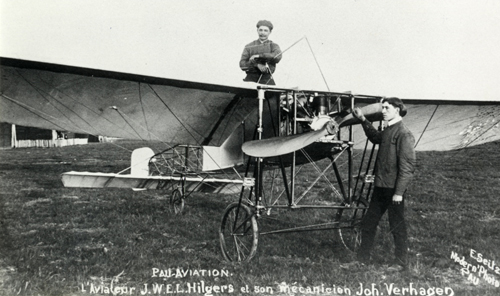
Johan Hilgers in Ede

Het Vliegkamp Ede was van 1910 tot 1921 een vliegveld ten noorden van de plaats Ede in de Nederlandse provincie Gelderland. Het was de plaats waar luchtvaartpionier Johan Hilgers de eerste Nederlander was die boven Nederlands grondgebied vloog.

## Bouw
Verwey en Lugard’s Automobiel Maatschappij uit Den Haag was in 1910 voornemens een vliegveld te realiseren in de buurt van Ede. Redenen hiervoor waren de centrale ligging en de ligging aan de spoorlijnen Utrecht-Arnhem en Ede-Nijkerk. Op 4 juni van dat jaar krijgt de maatschappij toestemming van de gemeente voor de bouw van een vliegveld op de Doesburgerheide (nabij de Doesburgermolen en de Driesprong). Hiervoor wordt door de gemeente een stuk grond aangekocht. De maatschappij had echter al een paar percelen heide van de toenmalige eigenaren in pacht gekregen, waar men reeds was begonnen met de bouw van loodsen, drie hangars en een vliegtuigfabriek. De gemeente en de plaatselijke VVV's zien de komst van het vliegveld als een mooie impuls voor de ontwikkeling van Ede. Naast het vliegkamp in Ede wordt ook de Vliegbasis Soesterberg ingericht. Deze twee vliegkampen worden samengevoegd in de NV Maatschappij voor Luchtvaart.

## Primeur
Verwey en Lugard hoorden dat tussen 31 juli en 4 augustus 1910 in Heerenveen een poging gedaan zou worden om een vliegtuig met een Nederlandse piloot de lucht in te krijgen. Door de haastige aankoop in Frankrijk van een Blériot XI lukte het om reeds op 29 juli de primeur te hebben: piloot Johan Hilgers steeg op, vloog een rechte lijn, keerde en vloog vervolgens en vloog weer in een rechte lijn terug waarna hij landde. In augustus arriveerde er nog een tweede vliegtuig.
De afgebakende start- en landingsbaan had een lengte van 5.000 meter en een breedte van 200 meter. Er werd ook een toegangshek met een kassa gebouwd. In november van nog steeds hetzelfde jaar werd het vliegveld officieel geopend met een vliegdemonstratie. Er werden regelmatig demonstraties gehouden. Onder andere door de luchtvaartpioniers Henri Wijnmalen en Gijs Küller.

## Andere eigenaars
In 1911 vertrokken Verwey en Lugard uit Ede wegens tegenvallende inkomsten. Twee jaar later kwam Henri Bakker vanuit 's-Hertogenbosch naar Ede. Hij begon met het geven van vliegdemonstraties en Bakker startte een eigen vliegschool: "NV De Condor". Hij kon echter niet rondkomen van de inkomsten en vertrok in 1918 om zich als autohandelaar in Wageningen te vestigen. Het vliegveld werd ondertussen sinds 1913 gebruikt voor militaire overlandvluchten vanaf Soesterberg. Deze waren nodig voor het behalen van een militair vliegbrevet. In 1917 kocht Joop Carley de inboedel van de Eerste Nederlandsche Vliegvereeniging in Gilze-Rijen op en bracht deze over naar Ede. Hier begon hij met twee zogenaamde "canards" zijn eigen vliegschool en ook een vliegtuigfabriek. Er bevonden zich ondertussen op het terrein ook al een restaurant, een pension en een woonhuis voor de familie Carley.

## Sluiting
Na verloop van tijd werden er minder vliegtuigen verkocht en ook liep de belangstelling voor de vlieglessen terug. In 1921 uiteindelijk sloot Carley de fabriek en de school en vertrok hij met zijn gezin naar Rotterdam. De overgebleven vliegtuigen werden overgebracht naar Ede en achter de Reehorst opgesteld. Op 28 september vond er vervolgens een openbare verkoping plaats.
De gebouwen werden gesloopt, maar de betonnen baan bleef nog geruime tijd liggen. Deze is nog als tennisbaan gebruikt door vakantiegangers. Uiteindelijk werd ook het beton verwijderd en was er geen tastbare herinnering meer aan het vliegkamp.

## Herinnering
Tegenwoordig wordt op een informatiebord nabij de Doesburgermolen melding gemaakt van het vliegveld dat daar in het verleden is geweest. Aan de Zonneoordlaan is een monument ter nagedachtenis aan de vlucht van Johan Hilgers in 1910. Dit monument is opgericht door de VSV Leonardo Da Vinci bij haar tweede lustrum op 22 oktober 1955. Tevens is er bij de Driesprong een weg naar Johan Hilgers vernoemd.

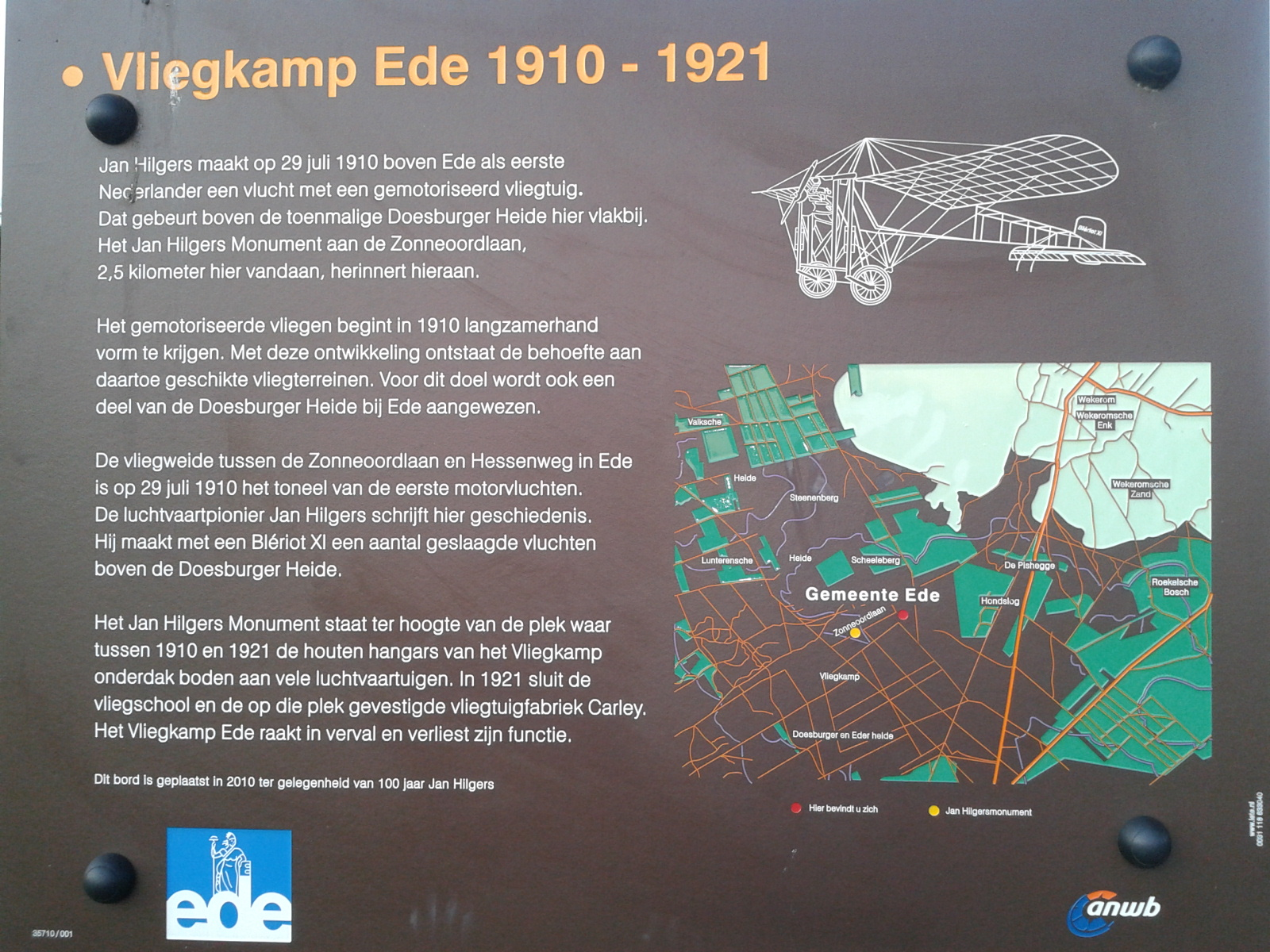
Informatiebord nabij de Doesburgermolen
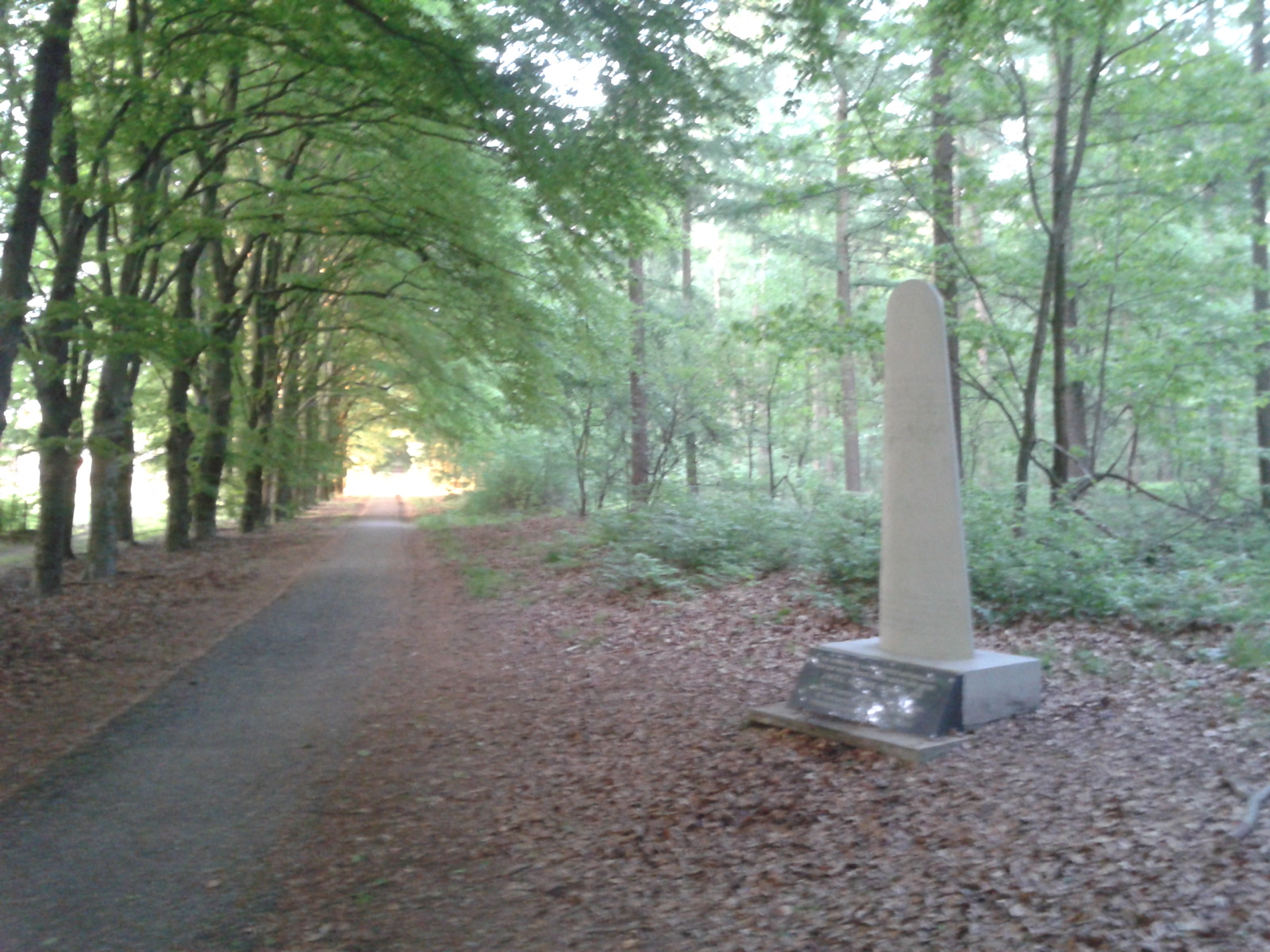
Monument aan de Zonneoordlaan
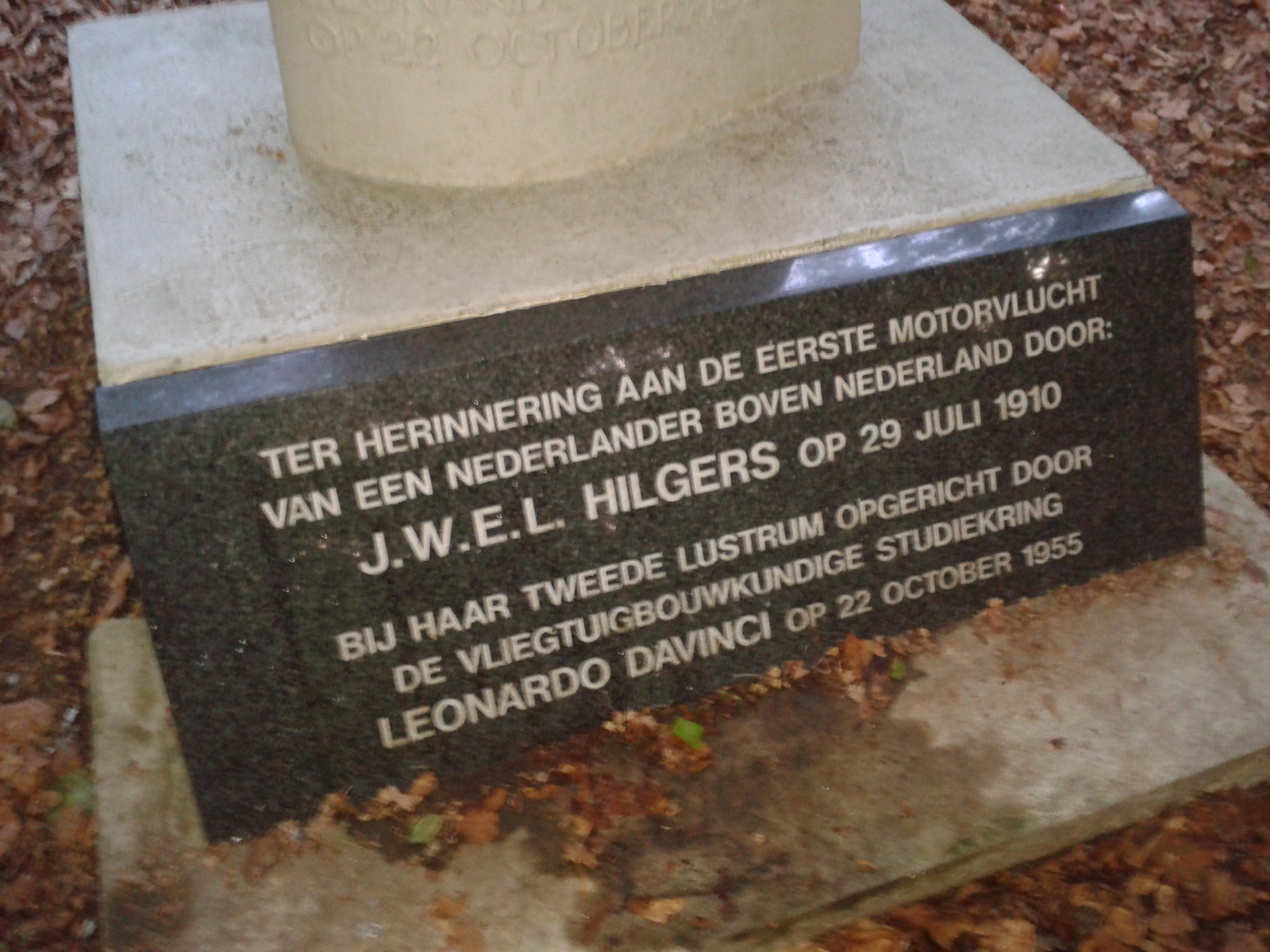
Gedenksteen onderaan het monument

## Ander vliegveld
Van mei 1911 tot juni 1912 was er richting Wekerom op het Landgoed de Valouwe aan de Immenweg nog een tweede vliegveld. Dit was eigendom van "NV De Condor".